# Stasina nalandica
Stasina nalandica là một loài nhện trong họ Sparassidae.
Loài này thuộc chi Stasina. Stasina nalandica được Ferdinand Karsch miêu tả năm 1891.